# House of Time
Pour plus de détails, voir Fiche technique et Distribution.
House of Time est un thriller fantastique français réalisé par Jonathan Helpert et sorti en 2015.

## Synopsis
Créateur de jeux vidéo et physicien, Robert d'Eglantine invite un jour ses amis dans son château pour leur faire vivre une expérience incroyable. Selon ses calculs, à 23h37, une faille temporelle s'ouvrira, leur permettant de repartir en 1944... Mais entre un jeu de rôle parfaitement imaginé et un véritable voyage dans temps, ses amis ne savent pas quoi croire. House of Time est un thriller fantastique et énigmatique, qui nous entraîne aux frontières du surnaturel entre passé et présent réels ou imaginaires...

## Fiche technique
- Titre : House of Time
- Réalisation : Jonathan Helpert
- Scénario : Jean Helpert et François Armanet
- Musique : Emmanuel d'Orlando et Olivier Liboutry
- Montage : Olivier Michaud-Alchourroun
- Photographie : Philipp Baden der Erde
- Costumes : Jacqueline Bouchard
- Décors : Michel Chêne et Cathy Terrasse
- Production : Jacqueline Bouchard
  - Coproduction : Dominique Monéra, Alain Pancrazi, Laurent Bacri, Odile Mc Donald, Philippe Akoka et Alain Peyrollaz
- Société de production : Alandra Films
- Société de distribution : Blue Moon Distribution
- Pays de production :  France
- Durée : 86 minutes
- Genre : thriller fantastique
- Dates de sortie :
  - États-Unis : 5 décembre 2015
  - France : 13 janvier 2016
- sortie en vod :
  - France: 19 avril 2019

## Distribution
- David Atrakchi : Zack Finkelstein
- Laura Boujenah : Catherine Bénichou
- Esther Comar : Mathilde Barthélémy
- Maxime Dambrin : Robert d'Églantine
- Pierre Deladonchamps : Louis Legarec
- Julie Judd : Elsa Orsic
- Julia Piaton : Lynn Fooley
- Benjamin Wangermee : Philippe Pétin